# Narkotikabrott i Sverige
Narkotikabrott i Sverige är brott mot narkotikastrafflagen, det vill säga allt olovligt havande med narkotika.

## Definition av narkotika
Narkotika definieras enligt narkotikastrafflagen som "läkemedel eller hälsofarliga varor med beroendeframkallande egenskaper eller euforiserande effekter eller varor som med lätthet kan omvandlas till varor med sådana egenskaper eller effekter och som antingen på sådan grund är föremål för kontroll enligt en internationell överenskommelse som Sverige har biträtt eller av regeringen har förklarats vara att anse som narkotika". En uppdaterad förteckning av vilka substanser som är att betrakta som narkotika tillhandahålls av Läkemedelsverket.

## Narkotikabrott enligt 1 §
Den som olovligen förvärvar narkotika i överlåtelsesyfte, framställer narkotika som är avsedd för missbruk, bearbetar, förpackar, transporterar, förvarar eller tar annan befattning med narkotika som inte är avsedd för eget bruk eller bjuder ut narkotika till försäljning, förvarar eller befordrar vederlag för narkotika, förmedlar kontakter mellan säljare och köpare om förfarandet är ägnat att främja narkotikahandel eller innehar, brukar eller tar annan befattning med narkotika gör sig skyldig till narkotikabrott enligt 1 § narkotikastrafflagen. Påföljden är fängelse i högst tre år.

### Kriminaliserat bruk
Sedan bruk kriminaliserades 1988 har både narkotikaanvändningen och antalet dödsfall som följd av överdos ökat. Sverige är ett av få demokratiska länder i världen där själva bruket av narkotika är olagligt.
1993 infördes fängelse i straffskalan för bruk av narkotika för att ge polisen rätt att ta urin- och blodprov (kroppsbesiktning) på människor som misstänks vara påverkade,:49m45s något som experter på beroendesjukdomar länge (2020) har kritiserat.
Markus Heilig som är professor i psykiatri vid Linköpings universitet och en av världens främsta experter på beroendesjukdomar sade 2020 att straff inte hjälper mot beroende.

### Rättsfall
- Enbart den omständigheten att det saknas utredning om renhetsgraden av narkotika, som varit föremål för olaglig hantering, medför inte att straffet ska sättas lägre än normalt enligt en dom i Hovrätten över Skåne och Blekinge.[8]
- Viss hänsyn har vid straffmätningen tagits till att den dömde sannolikt skulle förlora sitt arbete enligt dom från Hovrätten för Övre Norrland.[9]
- Innehav av fyra tabletter Subutex à 8 mg är inte att betrakta som ringa brott enligt dom från Hovrätten för Övre Norrland.[10]
- En svensk medborgare, som brukat cannabis i Danmark, dömdes i tingsrätten till böter för narkotikabrott.[11] Efter överklagande till hovrätten ogillades åtalet: "Hovrätten [har] inhämtat ett yttrande från Danmarks Justitieministerium om innehållet i dansk rätt. Av yttrandet framgår att enbart bruk av narkotika inte är straffbelagt enligt dansk lag. I målet har inte framkommit annat än att O.C. brukade narkotikan i Danmark. Vid sådant förhållande föreligger inte dubbel straffbarhet. Åtalet ska därför ogillas (jfr 2 kap. 2 § andra stycket brottsbalken)."[12]

## Ringa narkotikabrott
Bedöms narkotikabrottet med hänsyn till arten och mängden narkotika som ringa är straffskalan böter eller fängelse i högst sex månader. Den som brukar narkotika, oavsett vilken typ av narkotika det rör sig om, döms regelmässigt till 30 dagsböter. Vid innehav av narkotika varierar påföljden beroende på typ av narkotika och mängd.
Om brottslingen har körkort kan dessutom Transportstyrelsen kräva att en "missbruksutredning" genomförs. Denna utgörs typiskt av ett drogtest i månaden under sex månaders tid och kostar ca 6000 kronor. Om denna inte genomförs dras körkortet in. Frågan om körkortet sköts i ett separat administrativt ärende och tas inte upp i den domstolsförhandling som berör brottet.

### Rättsfall
- Gemensamt bruk av en ringa mängd cannabis har inte ansetts som överlåtelse. Brottet har därför bedömts som ringa av Svea Hovrätt.[15]
- Innehav av två tabletter Subutex à 8 mg är att betrakta som ringa brott enligt [16] från Svea Hovrätt.
- Den som har gjort sig skyldig till både bruk och innehav av narkotika döms bara för narkotikainnehav, om den brukade narkotikan ingått i samma parti som den innehavda narkotikan.[17]

## Grovt narkotikabrott
Om narkotikabrottet har utgjort ett led i en verksamhet som har bedrivits i större omfattning eller yrkesmässigt eller avsett särskilt stor mängd narkotika eller annars varit av särskilt farlig eller hänsynslös art bedöms det som grovt brott med påföljd av fängelse, lägst två år och högst sju år.

### Rättsfall
- Tre personer som gemensamt förvärvat 100 ecstasytabletter har dömts för grovt brott trots att det inte styrkts annat än att de avsett att använda dem för eget bruk.[19]
- En person hade förvarat 450 ecstasytabletter (MDMA). Han har vidare i överlåtelsesyfte förvärvat 5 liter GHB, som är narkotika. Han har därefter sålt minst 3,35 liter GHB. Brottet har bedömts som grovt då det utgjort ett led i en verksamhet som bedrivits i större omfattning och avsett särskilt stor mängd narkotika.[20]
- Vid bedömningen av straffvärdet för en viss gärning ska domstolen inte enbart ta fasta vid narkotikans mängd och art. Även omständigheter såsom syftet med narkotikainnehavet ska ha betydelse när domstolen bedömer straffvärdet.[21]

## Synnerligen grovt narkotikabrott
För synnerligen grovt narkotikabrott är straffskalan fängelse i lägst sex och högst tio år. Rubriceringen infördes i svensk rätt år 2016. 
Vid bedömningen om ett narkotikabrott är synnerligen grovt tar domstolen bland annat särskild hänsyn till om brottet har ingått i en verksamhet som utövats i organiserad form i syfte att i stor omfattning bedriva handel med narkotika.

### Rättsfall
- En person åtalades för synnerligen grovt narkotikabrott efter att han under en månads tid  hanterat ca 1 kg kokain och ca 7 hg cannabis samt förmått ytterligare tre personer att förvara och överlåta narkotika. Högsta domstolen konstaterade att brottsligheten visserligen var allvarlig men att omständigheterna inte var så allvarliga att mannen skulle dömas för synnerligen grovt narkotikabrott.[23]

## Vårdslöshet med narkotika
Den som av grov oaktsamhet begår narkotikabrott döms för vårdslöshet med narkotika till böter eller fängelse i högst ett år. I ringa fall döms inte till ansvar.

## Olovlig befattning med narkotikaprekursorer
Den som uppsåtligen överlåter, framställer, förvärvar, anskaffar, bearbetar, förpackar, transporterar eller tar annan liknande befattning med narkotikaprekursorer som är avsedda för olovlig framställning av narkotika eller förvarar, innehar eller tar annan befattning med sådana narkotikaprekursorer döms för olovlig befattning med narkotikaprekursorer till fängelse i högst två år.
Om brottet med hänsyn till arten och mängden narkotika som avses framställas samt övriga omständigheter är att anse som ringa, döms till böter eller fängelse i högst sex månader. 
Om brottet är att anse som grovt, döms till fängelse i lägst sex månader och högst sex år. Vid bedömningen av om brottet är grovt skall det särskilt beaktas om brottet har utgjort ett led i en verksamhet som har bedrivits i större omfattning eller yrkesmässigt, avsett framställning av särskilt stor mängd narkotika eller annars varit av särskilt farlig eller hänsynslös art.

## Smuggling
Bestämmelser om straff för olovlig införsel och utförsel av narkotika och olovlig befattning i vissa fall med narkotika finns i 3 § lagen (2000:1225) om straff för smuggling.

## Förverkande
Narkotika eller narkotikaprekursorer som har varit föremål för brott kan förklaras förverkade, om det inte är uppenbart oskäligt. I stället för narkotikan får dess värde förklaras förverkat. 
Egendom som har använts som hjälpmedel vid brott får förklaras förverkad, om det behövs för att förebygga brott eller om det annars finns särskilda skäl. 
I stället för sådan egendom som avses i andra stycket får dess värde förklaras förverkat. 
Påträffas injektionssprutor eller kanyler, som kan användas för insprutning i människokroppen, eller andra föremål, som är särskilt ägnade att användas för missbruk av eller annan befattning med narkotika, hos någon som har begått brott enligt denna lag eller i ett utrymme som disponeras av honom eller i förbindelse med narkotika som har varit föremål för brott enligt denna lag, skall föremålen, oavsett vem de tillhör, förklaras förverkade, om det inte är uppenbart oskäligt.

### Rättsfall
- En bil har använts som hjälpmedel vid transport av drygt 240 gram amfetamin. Det har inte ansetts föreligga särskilda skäl enligt 6 § andra stycket narkotikastrafflagen (1968:64) att förverka bilen.[29]

## Statistik
Antalet anmälningar av narkotikabrott har stadigt ökat ända sedan 1975. Under 2009 anmäldes cirka 79 900 narkotikabrott i Sverige. Mellan 2000 och 2009 fördubblades antalet anmälningar. Ökningen antas dock inte spegla en lika stor faktisk ökning av missbruk och brott. Det finns en mängd orsaker till ökningen. Under perioden har lagstiftningen blivit hårdare samtidigt som större resurser har satsats på narkotikabekämpning. Antalet preparat som blivit  klassade som narkotika har blivit fler och fler med åren. Narkotikabrott anmäls sällan av allmänheten vilket gör att det i stor utsträckning är myndigheternas fokus på frågan som påverkar antalet anmälningar.
Enligt BRÅ klarades 58 procent av brotten mot narkotikastrafflagen upp genom så kallad personuppklaring år 2007. Det innebär att åklagaren efter utredning har en skäligen misstänkt person och att åklagaren har beslutat om åtal, åtalsunderlåtelse (kan till exempel hända om personen är under 18 år eller om brottet är bagatellartat) eller strafföreläggande (böter och/eller villkorlig dom). Den relativt höga uppklaringsprocenten förklaras av att narkotikabrott är ett så kallat spanings- och ingripandebrott och att gärningsmannen därmed oftast grips på bar gärning.
2007 lagfördes knappt 15 200 personer för brott mot narkotikastrafflagen som huvudbrott. 76 procent lagfördes för ett ringa narkotikabrott. Den vanligaste påföljden för ringa narkotikabrott är strafföreläggande följt av böter genom dom och åtalsunderlåtelse. Drygt 3 300 personer lagfördes för narkotikabrott av normalgraden. Den vanligaste påföljden för detta brott var fängelse följt av åtalsunderlåtelse. Den genomsnittliga utdömda strafftiden för narkotikabrott av normalgraden var år 2007 sju månader. För grovt narkotikabrott döms man nästan undantagslöst till fängelse. Den genomsnittliga utdömda strafftiden för grovt narkotikabrott var år 2007 fyra år och åtta månader. Statistik för olika år, typer av brott, ålder på de dömda med mera kan man hitta på BRÅ:s webbsida.
2012 gjordes största kokainbeslagen hittills i Sverige.

## Misstänkta för narkotikabrott
Den 7 mars 2018 presenterade Brottsförebyggande rådet (Brå) en rapport som visar att ungdomar i områden med lägre medelinkomst misstänks i högre grad för narkotikabrott än i områden med högre medelinkomst i Stockholm, detta trots att ungdomar i områden med högre medelinkomst använder droger i högre utsträckning i självdeklarationsundersökningar.
Rapporten visar också att pojkar i mycket högre grad än flickor delges misstanke, risken är sex gånger högre. Dessutom får flickor i högre grad åtalsunderlåtelse än pojkar som åtalas för brottet. Undersökningen visar att skillnaderna i bruk inte är lika stor mellan pojkar och flickor som misstankarna kan visa.
Rapporten visar stora klasskillnader bland de ungdomar som delges misstanke. Ungdomarna som varit misstänkta är överrepresenterade inom de flesta kategorier i undersökningen som mäter låg socioekonomisk status.
Det går att anta att klasskillnader mellan ungdomarna gör att de som har sämre socioekonomiska förutsättningar i högre utsträckning än andra kontrolleras av polis, vilket är sättet de flesta fall upptäcks. Brå gör tolkningen att de socioekonomiska förhållandena har betydelse för risken att narkotikabruket upptäcks, rapporten visar att ungdomar som har föräldrar utan eftergymnasial utbildning och bor i hyresrätter har en högre risk att misstänkas för brottet. Områden som har olika former av social problematik har också oftast en högre polisnärvaro.
Slutsatsen som dras är att ungdomar i rikare stadsdelar i Stockholm har ett högre bruk men blir inte misstänkta för det.
Brås analys har gjorts på ungdomar som är födda mellan 1997 och 1998 som har fått ett beslut om att de är misstänkta för narkotikabrott eget bruk under 2015. Myndigheten har också kompletterat med uppgifter från SCB samt med information från Stockholmsenkäten vilken gjorts av elever som går i årskurs nio och andra året på gymnasiet.  
Tove Pettersson gjorde 2005 en rapport på kriminologiska institutionen vid Stockholms universitet vilken visade att det under dagtid gjordes fler ingripanden mot personer med utomeuropeiskt ursprung som kunde misstänkas för narkotikabrott. Under dagtid så testar personer med utomeuropeiskt ursprung negativt på tester i mycket högre utsträckning än personer med svensk bakgrund. Denna undersökning gäller personer över 30 år. Siffran för de positiva testen är 67 respektive 24 procent för personer med svensk bakgrund och personer med utomeuropeiskt ursprung.  
Tove Pettersson skriver att polisen måste kunna kontrollera personer som i efterhand visar sig vara oskyldiga eftersom deras arbete annars blir nästintill omöjligt men poängterar samtidigt att felmarginalen skiljer sig markant mellan olika grupper.
Huvudresultatet i rapporten visar att polisen ingriper på lösare grunder mot personer med utomeuropeiskt ursprung. Rapporten visar en skillnad i hur polisen behandlar personer som tillhör olika klasser i samhället, detta kan enligt Pettersson leda till en ond cirkel där fler brott bland etniska minoriteter upptäcks vilket gör dem överrepresenterade vilket i sin tur leder till än mer fokus på minoriteten och cirkeln är då sluten.
Det finns flera exempel på när polisen har använt sig av rasprofilering i sitt arbete. En rapport från Civil Rights Defenders i samarbete med Stockholms universitet nämner som exempel på detta Polismyndigheten i Skånes spaningsregister över romer och polisens interna utlänningskontroll under Reva-projektet. Staten dömdes mot sitt nekande för romregistret och samtliga 4673 personer som fanns i registret, varav nästan är fjärdedel var barn under 15 år, fick 35 000 kr i ersättning. I Reva-projektet gjordes över 15 000 kontroller men endast 14 procent av dessa ledde till ärenden hos Migrationsverket. Trots dessa exempel nekar Polisen till rasprofilering och hävdar att de arbetar ”färgblint”. I rapporten intervjuas människor som menar att de blivit kontrollerade på grund av sitt utseende. Poliser i rapporten menar att obefogade kontroller sker på grund av misstag eller att vissa i kåren inte följer lagar och riktlinjer. 

När Polisen arbetar fokuserat mot vissa grupper innebär det att andra brott passerar under radarn, till exempel brott som begås av mäktiga människor i samhället. Denna kriminalisering av vissa grupper kan leda till stigmatisering och i vissa fall bli en självuppfyllande profetia. Det finns forskning som visar att polisen utför kontroller baserat på människors utseende och under 2022 ska Brå undersöka om och hur polisen använder sig av etnisk profilering i sitt arbete. Anna Hansson, enhetschef på Brå, menar att det i vissa fall är befogat att använda sig av rasprofilering, om det till exempel handlar om en utländsk stöldliga. Syftet med rapporten är att ta reda på om det förekommer att rasprofilering övergår i diskriminering. Rapporten är planerad att färdigställas 2023.

## Kriminologiska teorier som kan förklara brottet
Rutinaktivitetsteorin formulerades i slutet av 1970-talet av kriminologerna Marcus Felson och Lawrence Cohen. Ideologiskt brukar teorin placeras till höger och inom en konservativ tankekontext. Detta beror på att teorin fokuserar på brott som en ofrånkomlig del av det moderna samhället och att den bortser från att belysa kriminalitetens orsaker hos individer eller sociala grupper. Felson kallar teorin en “generell teori om brott” och beskriver den som: the routine acivity approach differed greatly from other crime theories because it treated the offender as relatively less significant. Utgångspunkten är att alla människor har potential att begå brott men att samhällets sociala kontroll och fysiska utformning, i de flesta fall hindrar att detta sker. Detta synsätt placerar också teorin bland kriminologins sk kontrollteorier. Enligt Felson & Cohen kan en potentiellt brottsgrundande situation uppstå om tre huvudsakliga kriterier uppfylls. Detta är:
Att det finns en förövare med tillräckligt stark motivation för att begå handlingen.
Att det finns ett lämpligt offer eller mål för brottet.
Att det saknas väktare som är kapabla att träda in och, antingen skydda offret/målet eller att avbryta handlingen
Felson Formulerar det som: Two presences (offender and target) and one absence (guardian) make the best crime setting . Teorin har kommit att bli mycket inflytelserik för det moderna brottspreventiva tänkandet. 
Ur ett klassperspektiv skulle detta, i dagens kontext kunna yttra sig som en utökad övervakning av vissa grupper i samhället. Enligt en rapport från den kriminologiska institutionen vid Stockholms universitet kan detta exempelvis yttra sig i att ungdomar med utomeuropeisk bakgrund och med sämre socioekonomiska förutsättningar stoppas och kontrolleras av polisen betydligt oftare än ungdomar med svensk etnicitet och med starkare sociala och ekonomiska utgångspunkter Detta perspektiv får också stöd i en nyare rapport från samma institution.
Stämplingsteorin är en sociologiskt orienterad teori som tar sin utgångspunkt i att det är det sociala samspelet som är grunden till uppkomsten av asocialt beteende och kriminalitet. Även om teorin ofta hamnar till vänster på den ideologiska skalan delar den en utgångspunkt med kontrollteorier och rutinaktivitetsteori. Detta är synen på att “den kriminelle” inte är en särskild typ av människa med särskilda egenskaper. Istället kan vem som helst hemfalla åt kriminalitet under olyckliga omständigheter . Orsakerna till kriminalitet står dock, enligt stämplingsteorin, inte att finna som egenskaper hos individer och grupper. Istället är det maktstrukturer, status och samhällsnormer som formar individer och gruppers beteenden. Teorin lägger också stort fokus på samhällets reaktioner på brott och avvikande. Det är, enligt teorin, i många fall själva samhällsreaktionen som formar och driver på ett avvikande eller kriminellt beteende. 
Den amerikanske kriminologen Edwin Lemert myntade termerna: primary deviance och secondary deviance . Det första begreppet innebär små sociala avvikelser såsom att exempelvis dricka på offentlig plats eller att klä sig annorlunda. Det omgivande samhällets negativa reaktioner och stämplande av personen eller gruppen som avvikande driver då denne till att stegra sitt avvikande beteende och att bygga upp en antipati mot samhällets normer och “godkända” beteende. 
Ur en svensk aktuell samhällskontext skulle detta kunna ställas mot ökade sociala klyftor. Den som växer upp i ett utanförskapsområde med låg social status och ofta en icke-svensk etnicitet, riskerar att stämplas som avvikande gentemot majoritetssamhället. Detta skulle i så fall, enligt stämplingsteorin kunna avancera ett normbrytande beteende och skapa en stark identifikation med beteenden och idéer individen eller gruppen upplever stå i motsats till majoritetssamhällets normer och beteenden.